# The Hard Lessons
The Hard Lessons ist eine 2003 gegründete US-amerikanische Rockband aus Detroit. Im Jahre 2006 tourten sie gemeinsam mit der Band Motion City Soundtrack durch Deutschland. Sie spielten in Berlin, Hamburg und Köln.

## Diskografie

### Alben
- Gasoline (2005; No Fun Records)
- Wise Up! EP (2006)
- B & G Sides Volume 1 (2007; Quack Media)
- B & G Sides Volume 2 (2007; Quack Media)